# Dark Summer
Pour plus de détails, voir Fiche technique et Distribution.
Dark Summer (Innocents) est un film germano-canado-américain réalisé par Gregory Marquette, sorti en 2000.

## Synopsis
Un violoncelliste tombe sous le charme d'une infirmière, dont l'équilibre psychologique semble perturbé... celui de sa sœur n'est pas pour arranger les choses ; qui plus est, les routes des États-Unis ne sont pas des plus sûres... 

## Fiche technique
- Titre français : Dark Summer
- Titre original : Innocents
- Réalisation : Gregory Marquette
- Scénario : Gregory Marquette
- Musique : Michel Colombier
- Photographie : Bruce Worrall
- Montage : Edward A. Warschilka
- Production : Terry Carr & Gail Tilson
- Sociétés de production : Adagio Films, Cineinnocents, Cinerenta Medienbeteiligungs KG, Credo Entertainment Group, Marie Hoy Films & IMF Internationale Medien und Film GmbH & Co. Produktions KG
- Société de distribution : Santelmo Entertainment
- Pays :  Allemagne,  Canada,  États-Unis
- Langue : Anglais
- Format : Couleur - Dolby Digital - 35 mm
- Genre : Drame, Thriller
- Durée : 90 min
- Date de sortie : 
  - États-Unis : 10 janvier 2000
  - France : 6 février 2002

## Distribution
- Jean-Hugues Anglade (VF : lui-même) : Gerard Huxley
- Connie Nielsen (VF : Françoise Cadol) : Megan Denright
- Mia Kirshner : Dominique Denright
- Joseph Culp (VF : Guillaume Orsat) : Mike
- James Quill (VF : Emmanuel Karsen) : Tony
- Frank Langella : Robert Denright
- Robert Culp (VF : Richard Leblond) : Le juge Winston
- Anne Archer : Beryl Denright
- Keith David (VF : Jean-Michel Martial) : L'inspecteur Davis
- Kent Allen : L'inspecteur Markofsky